# Gustavo Varela
Gustavo Varela (ur. 14 maja 1978 w Montevideo) – urugwajski piłkarz występujący na pozycji pomocnika.

## Kariera
Gustavo Varela zaczynał karierę w Nacionalu w 1998 roku. Po 4 latach, 4 mistrzostwach kraju i 118 rozegranych meczach przeniósł się do Niemiec, do FC Schalke 04. W 2009 roku powrócił do macierzystego klubu.
W reprezentacji Urugwaju debiutował w 2000 roku i do 2006 roku wystąpił w niej w 24 spotkaniach, w których nie strzelił żadnej bramki. W 2002 zagrał na mistrzostwach świata, lecz Urugwaj nie zdołał wtedy wówczas wyjść z grupy.